# Mischa Cotlar
Mischa Cotlar (Sarny, Ucrania, 1912 - Buenos Aires, 16 de enero de 2007) fue un matemático nacido en Ucrania, que inició su actividad científica en Uruguay, y desarrolló la mayor parte de su actividad científica en Argentina y Venezuela.

## Biografía
Nació en Sarny (Ucrania) en 1912, el menor de los dos hijos de Ovsey Cotlar (dueño de un molino) y Sara Medved. A los 16 años, en 1928, su familia, judía, emigró a Montevideo (Uruguay). Su padre lo formó en matemáticas, ajedrez y música, dado que no pudo recibir educación formal, salvo un año (el sexto) de la escuela primera. Se ganaba la vida tocando el piano en bares.
Entró en el mundo académico de la mano de los matemáticos uruguayos Rafael Laguardia y José Luis Massera; el Instituto de Matemática y Estadística de la Facultad de Ingeniería en Uruguay fue su primer contacto formal con la matemática.
En 1935 decidió emigrar a Argentina, tras los pasos de Julio Rey Pastor. En 1937 conoció en Buenos Aires a Yanny Frenkel (21/5/1909-27/4/2007), también matemática, con quien se casaría al año siguiente.
Careció de grados académicos hasta que en 1953 se doctoró en la Universidad de Chicago donde había concurrido gracias a una beca Guggenheim. Al retornar a la Argentina fue designado Director del Instituto de Matemáticas de la Universidad Nacional de Cuyo.
Fue profesor desde 1957 hasta 1966 en la Facultad de Ciencias Exactas de la Universidad Nacional de Buenos Aires, cuando renunció luego de la noche de los bastones largos, y retornó a Montevideo. En 1967 fue designado profesor de la Rutgers University en Estados Unidos. En 1972 retornó a Argentina por un breve período, y por razones políticas debió emigrar a Venezuela donde enseñó en la Universidad Central de Venezuela. En 1984 recibió el Premio Nacional de Ciencias de Venezuela.
Falleció el 16 de enero de 2007.
En 2013 la Fundación Konex le otorgó el Premio Konex - Ciencia y Tecnología post mortem en la disciplina Matemática.

## Aportes a la matemática
Sus aportes a la matemática están centrados en el análisis armónico, la teoría ergódica y la teoría espectral destacándose el lema que lleva su nombre. A lo largo de su trayectoria formó a numerosos alumnos en análisis armónico, por ejemplo a Rodrigo Arocena.

## Publicaciones
- Introducción al Algebra. Nociones de Algebra Lineal. En colaboración con Cora Ratto de Sadosky. Ed. Univ. de Buenos Aires, Buenos Aires, 1966[8][9] cuya  primera edición fue en abril de 1962 (Ed. Univ. de Buenos Aires).
- Nociones de espacios normados.En colaboración con  Roberto Cignoli. Editorial Universitaria de Buenos Aires, Buenos Aires, 1967. Este se lanzó en dos tomos o volúmenes, donde la segunda parte se distingue bajo el subtítulo y sus aplicaciones al análisis TOMO ll.[10]

### Filosofía de vida
Su militancia humanista y pacifista fue destacada, hasta el punto de obligarlo al exilio, sin por eso perder su compromiso y militancia. En sus últimos años tuvo una preocupación especial por la ética de los científicos y la utilización ética del conocimiento.